# 広島修道大学ひろしま協創中学校・高等学校
広島修道大学ひろしま協創中学校・高等学校（ひろしましゅうどうだいがく ひろしまきょうそう ちゅうがっこう・こうとうがっこう）は、広島県広島市西区にある私立の中学校・高等学校。設置者は学校法人修道学園。略称は「修大協創」(しゅうだいきょうそう)。

## 所在地
〒733-8622　広島市西区井口四丁目7-1

## 沿革
- 1941年（昭和16年） 広島瓦斯電軌（現在の広島電鉄及び広島ガスの前身）の寄付により、私立「広島商業実践女学校」として開校。
- 1943年（昭和18年） 「広島実践高等女学校」に改称。
- 1947年（昭和22年） 中学校を併設。
- 1948年（昭和23年） 新学制により「鈴峯女子高等学校」を設立。
- 1971年（昭和46年） 体育館落成。
- 1996年（平成08年） 新校舎落成。
- 1998年（平成10年） 2学期制を導入。
- 2013年（平成25年） 修道中学校・修道高等学校・広島修道大学を運営する修道学園と、2015年度を目途とした合併に合意。
- 2015年（平成27年） 鈴峯学園と修道学園の合併に伴い、「広島修道大学附属鈴峯女子中学校・高等学校」に改称[2]。校名変更に伴い、最寄りの駅名も「修大附属鈴峯前」に変更。新制服導入。
- 2019年（平成31年） 「広島修道大学ひろしま協創中学校・高等学校」と改称し、男女共学化[3]。
- 2021年(令和3年)　4号館完成。中学校校舎として利用されているほか、約300人を収容するホールを備えている[4]。

## 校風
「報恩感謝・実践」

## 著名な出身者
- 藤本佑子 - 元女子バレーボール選手
- 相原勇 - タレント、俳優
- 鷲見利恵 - 元タレント
- 戸田みよ子 - 女子競輪選手
- 小山田浩子 - 小説家
- 尾上胡桃 - 女子ソフトテニス選手

## 著名な教員
- 今堀友市 - 市女初代校長、心理学者、後に広島市教育部長・広島実践高等女学校初代校長を歴任、子息に今堀誠二（東洋史学者）・今堀宏三（生物学者）・今堀和友（生化学者）

## 最寄駅
- 広島電鉄宮島線修大協創中高前駅

## 関連校
- 鈴峯女子短期大学 - 廃校
- 広島修道大学
- 修道中学校・修道高等学校
- 広島電鉄家政女学校 - 廃校